# 小江戸横丁
小江戸横丁（こえどよこちょう）は、埼玉県川越市元町にある商業施設。新施設にリニューアルするため2021年6月末に閉鎖される。

## 歴史
1992年7月に水産物卸問屋の本社跡地に開設された。建物の奥行20メートルほどの通路の両側に、1区画3坪ほどの飲食店や雑貨店など約10店舗が入居する。
建物の老朽化に加えて、2020年には新型コロナウイルス感染症の影響で客足が減ったことから、新施設にリニューアルのため2021年6月末で閉鎖されることになった。2021年1月以降は閉店となっている店舗もある。